# Niceforo Diogene
Niceforo Porfirogenito Diogene (in greco antico: Νικηφόρος Διογένης?, Nikephoros Diogenes; 1069 – dopo il 1094) è stato un imperatore bizantino, co-regnante insieme al padre, Romano IV Diogene, dal 1069 al 1071.

## Biografia
Niceforo Diogene, detto Porfirogenito, nacque nel 1069 da Romano IV Diogene ed Eudocia Macrembolitissa, imperatori bizantini. Aveva un fratello, probabilmente gemello, Leone, oltre a un fratellastro maggiore paterno e a diversi fratellastri e sorellastre materne, fra cui Michele VII, nati dal primo matrimonio della madre con Costantino X Ducas.
Sia Niceforo che Leone furono elevati dal padre al rango di co-imperatore al momento della loro nascita (e scavalcando il fratellastro maggiore Costantino, nato dalla prima moglie del padre, in virtù del maggior rango della loro madre Eudocia), ma quando Romano fu deposto alla fine del 1071 furono banditi in un monastero insieme alla madre. Rimasero lì fino al 1081, quando il nuovo imperatore, Alessio I Comneno, li prese con sé, allevandoli come figli.
Secondo Anna Comnena, figlia di Alessio, il padre restaurò il loro rango di co-imperatore, almeno a livello formale, dal momento che riferisce che a entrambi era permesso portare il diadema e i tzangia, i sandali di porpora, attributi riservati agli imperatori. Sempre secondo Anna, Niceforo era una persona carismatica, affascinante e dotata di bell'aspetto, notevole forza fisica e personalità magnetica. Lo descrive come molto alto, massiccio e biondo.
Verso il 1090 Alessio nominò Niceforo doux di Creta, conferendogli al contempo vaste ricchezze e proprietà. Ciononostante, nel 1093/1094 Niceforo iniziò a congiurare per uccidere Alessio e sostituirlo come imperatore, ritenendo il suo diritto di sangue più forte di quello del Comneno, essendo nato porfirogenito da un imperatore regnante, mentre il diritto di Alessio discendeva da un lontano parente, Isacco I Comneno. La congiura si allargò fino a comprendere confidenti e parenti stretti di Alessio, come Maria di Alania (che era stata moglie del fratellastro di Niceforo, Michele VII), suo cognato Michele Taronita e persino il suo stesso fratello Adriano (che aveva sposato una sorellastra di Niceforo, Zoe Ducaina), oltre a importanti membri del senato, dell'esercito e della nobiltà.
Niceforo tentò per due volte di sorprendere Alessio da solo per assassinarlo, ma entrambe fu costretto a fermarsi a causa di una presenza imprevista, la prima volta di un servo incaricato di allontanare gli insetti dall'imperatore e la seconda da una guardia. Alessio iniziò a sospettare di Niceforo e incaricò Adriano di indagare. Malgrado questi, coinvolto nel complotto, riferì di non aver trovato nulla di sospetto, nel giugno 1094 Alessio decise comunque di arrestare e torturare Niceforo, che finì per confessare ogni cosa. Niceforo fu sottoposto ad accecamento, la punizione tipica per i cospiratori nell'impero bizantino, mentre le punizioni degli altri non sono note, anche se Adriano scompare dalle fonti successive e Michele Taronito si salvò solo grazie all'intercessione della moglie Maria, sorella di Alessio. Dopo il 1094 non si sa più nulla di Niceforo, ma è stato scritto che si ritirò a Creta, dove si dedicò allo studio dei testi classici, che gli venivano letti dai suoi segretari.